# Бжезе (Куявсько-Поморське воєводство)
Бжезе (пол. Brzezie) — село в Польщі, у гміні Бжешць-Куявський Влоцлавського повіту Куявсько-Поморського воєводства.
Населення — 602 особи (2011).
У 1975-1998 роках село належало до Влоцлавського воєводства.

## Демографія
Демографічна структура станом на 31 березня 2011 року:
|          | Загалом | Допрацездатний вік | Працездатний вік | Постпрацездатний вік |
| -------- | ------- | ------------------ | ---------------- | -------------------- |
| Чоловіки | 301     | 60                 | 203              | 38                   |
| Жінки    | 301     | 68                 | 156              | 77                   |
| Разом    | 602     | 128                | 359              | 115                  |